# Коефіцієнт добування корисної копалини
Коефіцієнт добування корисної копалини (рос. коэффициент извлечения полезного ископаемого, англ. extraction coefficient of minerals from entrails – 
- 1). При розробці рудних родовищ та родовищ гірничо-хімічної сировини – добуток коефіцієнта добування (вилучення) кількості kК = Д/Б на коефіцієнт зміни якості корисної копалини kя=a/c, де а і с — вміст корисного компонента в добутій корисній копалині і погашених балансових запасах (%, кг/т, кг/м3, г/т, г/м3). Тобто kн=kя•kк.

Для корисних копалин, якість яких характеризується не тільки вмістом корисного компонента, kн визначається з урахуванням вартості одиниці (т, м3) добутої корисної копалини ЦД до вартості одиниці (т, м3) балансових запасів, що погашаються при розробці ЦБ, тобто 
кн=Д•ЦД/Б•ЦБ.
- 2). При розробці вугільних родовищ kн визначається виразом

kн=Д(100–АВ)/Б(100–АЗ), 
де Д – видобуток вугілля, т, Б – погашені балансові запаси, т; АВ, АЗ – зольність відповідно добутого вугілля та погашених балансових запасів, %.
Коефіцієнт kн може бути також визначений як відношення видобутку вугілля за даними маркшейдерського виміру до погашених балансових запасів.